# Huis Ghellinck

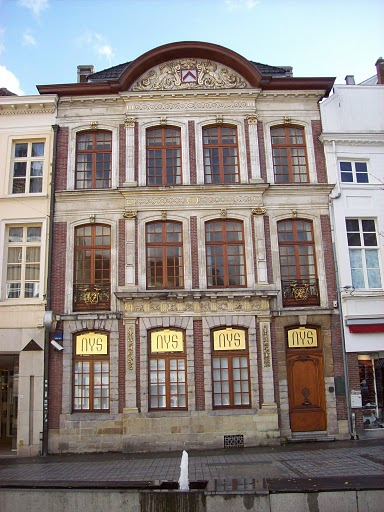
Het historische pand Huize Ghellinck in de Lange Steenstraat.

Huis Ghellinck is een historisch pand aan de Lange Steenstraat 20 in de Belgische stad Kortrijk. Vroeger droeg het pand uit 1680 de naam De Rape. Het huidige pand werd in 1698 gebouwd in opdracht van toenmalig burgemeester Jan Baptist Ghellinck, voor zijn pas gehuwde zoon.

## Bouwstijl
De gevel vertoont de sterke invloed die de Lodewijk XIV-stijl tussen 1675 en 1740 had op de Kortrijkse gevelarchitectuur. De pilasters vertonen het kolossale schema van de drie Griekse bouworden (van onderen naar boven Dorisch, Ionisch en Korinthisch).

## Renovaties
In 1955 werd het gebouw gerestaureerd naar een ontwerp van architect J. Tesse. Begin jaren 2000 onderging de gevel een restauratie. Sinds 1983 is het pand een beschermd monument. Het herbergt Juwelier Nys.